# Gerrard Street (Londres)
Gerrard Street est une rue de Londres.

## Situation et accès
Située dans la Cité de Westminster, c'est la principale rue du quartier chinois. On y trouve de nombreux restaurants, supermarchés, boutiques de souvenirs chinois.
Les stations de métro les plus proches sont, à l’ouest, Piccadilly Circus, desservie par les lignes  Bakerloo  Piccadilly, et, à l’est, Leicester Square, où circulent les trains des lignes  Northern  Piccadilly. 

## Origine du nom

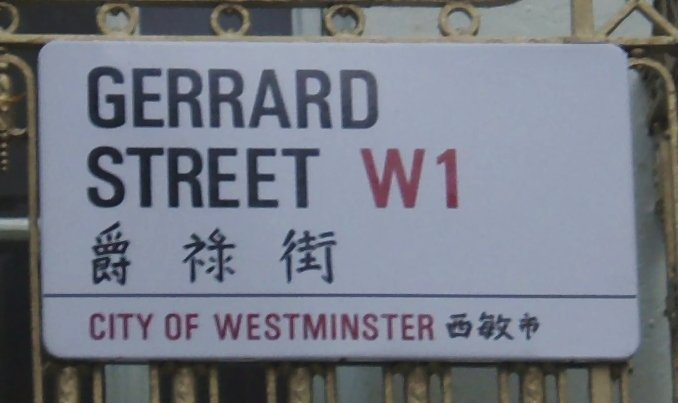
Signalisation bilingue.

Le terrain sur lequel a été aménagée la rue appartenait à Charles, baron Gerard. La Gerard House, détruite par le feu en 1887, se trouvait au niveau des nos 34 et 35.

## Historique
La rue a été ouverte dans les années 1680.